# Salto (Argentina)
Salto è una città dell'Argentina, situata nella provincia di Buenos Aires. Si trova a 200 km ad ovest della capitale argentina.

## Storia
Località agricola da sempre, pare che nacque dalla cessione di proprietà di terre governative già nel XVII secolo.
Nel 1772, il governatore Juan José de Vértiz y Salcedo informa che alcuni soldati si erano stabiliti in questa zona. Un bollettino del 1782 informa che la Guardia Avanzada San Antonio de Salto conta 493 habitantes esclusi i soldati.
Salto diventa partido dal 2 gennaio 1826, ma solo ufficialmente dal 1t ottobre 1854, quando viene promulgata la Ley de Municipalidades.

## Luoghi d'interesse
- Museo Rincón de Historia, ospita una vasta quantità di documenti sulla storia pionieristica di Salto [1]
- Museo de Paleontología, nella Avenida España[2]
- Museo del Tango "Roberto Firpo" [3]

## Galleria d'immagini

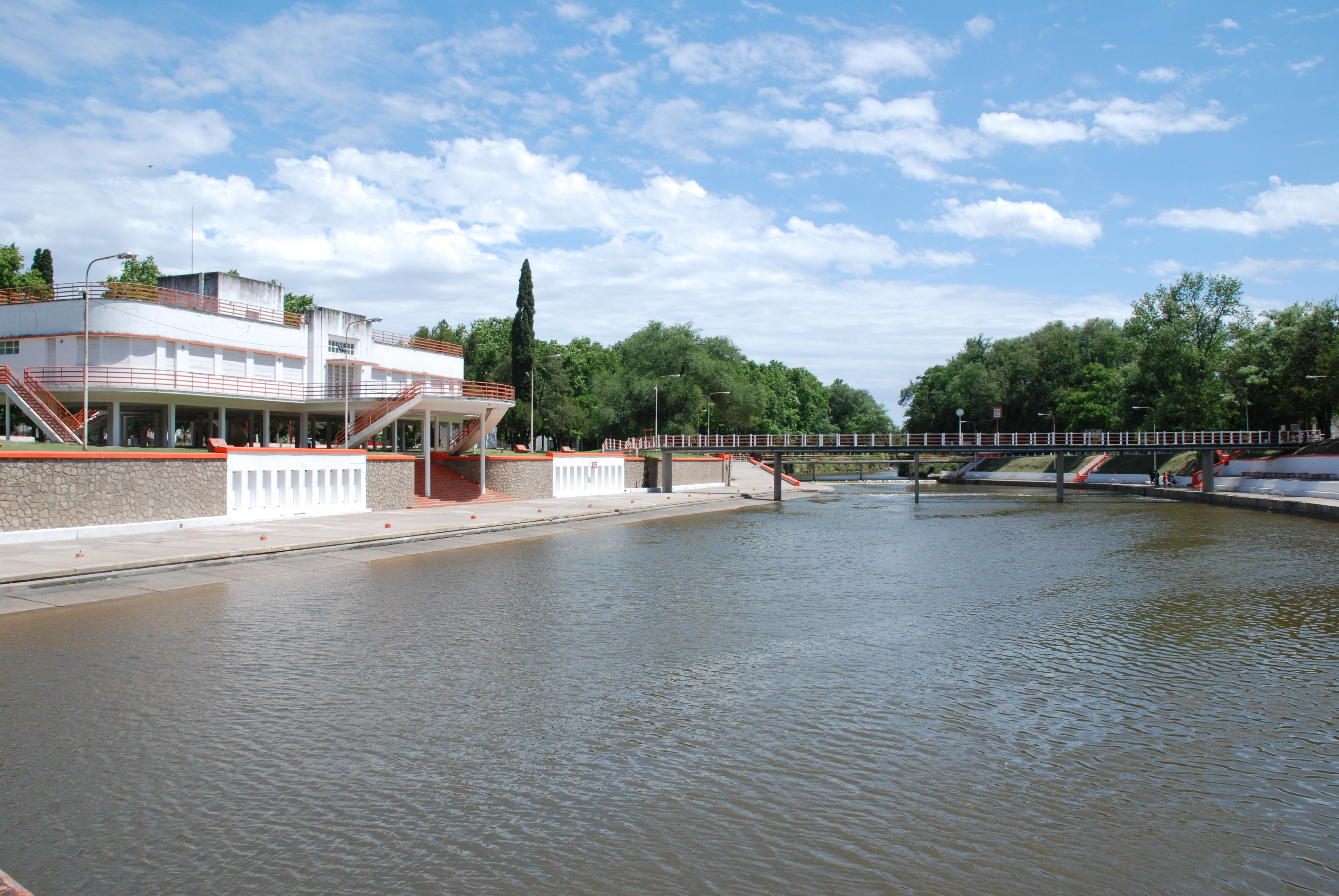
Vista sui bagni municipali